# Decius Marius Venantius Basilius
Decius Marius Venantius Basilius war ein spätantiker römischer Politiker des späten 5. und frühen 6. Jahrhunderts.
Basilius gehörte der einflussreichen römischen Familie der Decii an. Er war vermutlich der Sohn von Caecina Decius Basilius, Konsul im Jahr 463, und der Bruder von Caecina Mavortius Basilius Decius und Caecina Decius Maximus Basilius, die ebenfalls Konsuln waren. Basilius Venantius, Konsul im Jahr 508, war wahrscheinlich sein Sohn. Basilius trug die Ehrentitel vir clarissimus und vir illustris sowie Patricius.
Im Jahr 484 war Basilius zusammen mit König Theoderich Konsul. Zeitgleich war er Stadtpräfekt von Rom. Während seiner Stadtpräfektur leitete er Restaurierungsarbeiten am Kolosseum, das durch ein Erdbeben schwer beschädigt worden war. Drei Inschriften dokumentieren, dass er die Arena und das Podium des Kolosseums auf eigene Kosten (sumptu proprio) wiederherstellte.